# Hippopotamus gorgops
Hippopotamus gorgops (rzeczny koń o oczach Gorgony) – wymarły gatunek ssaka z rodziny hipopotamowatych (Hippopotamidae).  Pojawił się w Afryce podczas późnego miocenu około 5 milionów lat temu, następnie rozprzestrzenił się na teren Europy w czasie wczesnego pliocenu, z którego to okresu pochodzą najstarsze odnalezione europejskie szczątki. Wyginął przed ostatnią epoką lodowcową około 700 tys. lat temu.
Osiągał długość 4,30 m, wysokość w kłębie wynosiła 2,10 m i ważył około 5 ton. H. gorgops był znacznie większy od swojego żyjącego krewniaka, H. amphibius. Kolejną cechą różniącą go od H. amphibius są jego oczy. Dzisiejsze hipopotamy mają oczy osadzone wysoko na czaszce, ale H. gorgops miał ponadto oczy umieszczone na krótkich wyrostkach czaszki, co czyniło obserwowanie otoczenia w chwili zanurzenia pod wodą łatwiejszym zadaniem.